# 聖公會奉基千禧小學

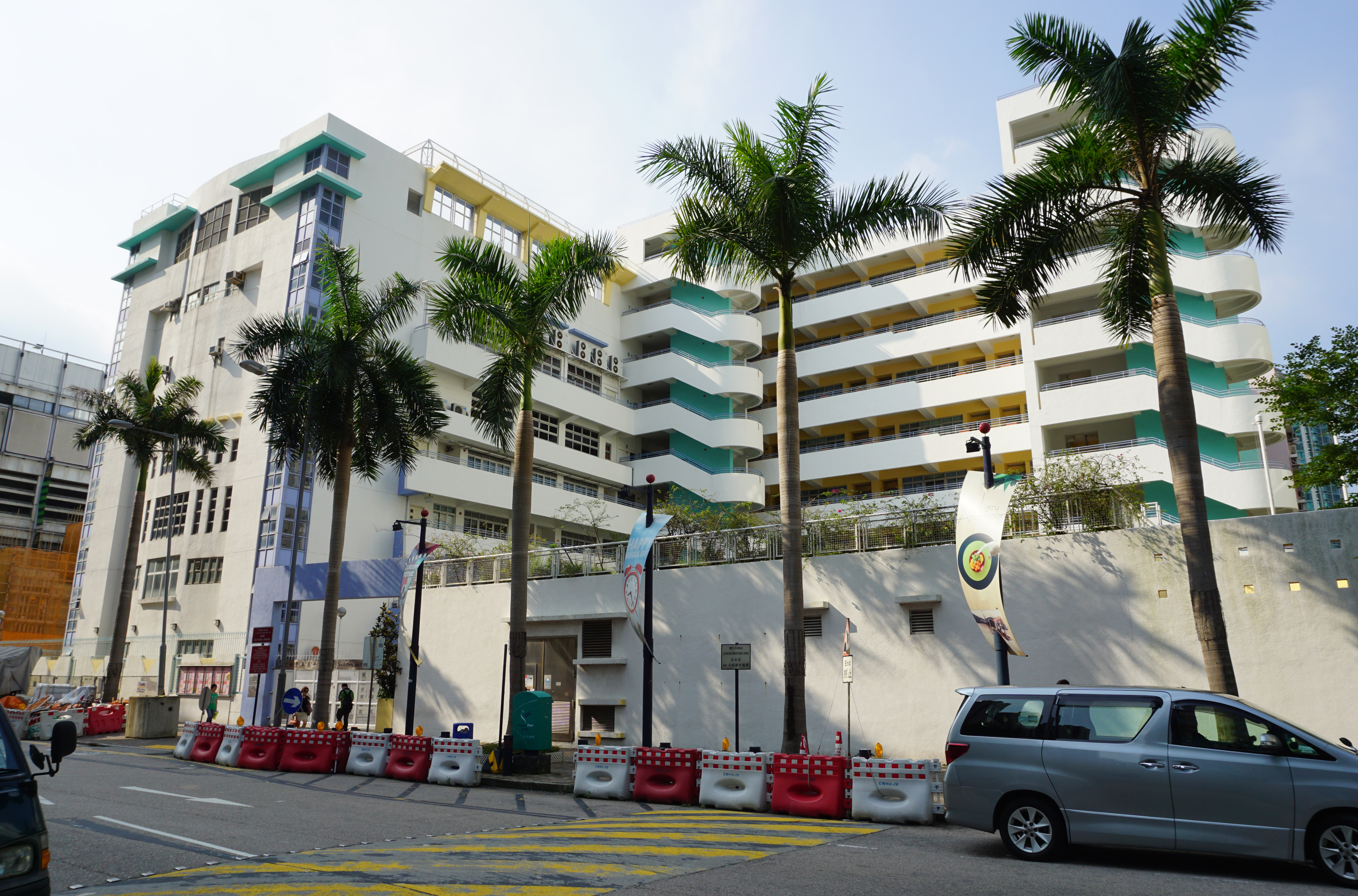
聖公會奉基千禧小學南面

## 歷史
聖公會奉基千禧小學前身是聖公會奉基小學的下午部，更前身為1968年創校、位於黃大仙慈民邨的聖公會約榮小學下午校。在約榮小學1988年遷入紅磡並易名奉基小學後，下午校曾停辦一年，至1989年才恢復。2001年9月，為配合奉基小學轉為全日制，原奉基小學下午校的學生遷往毗鄰的聖公會奉基千禧小學上課。

## 設施
此校為一所24班千禧校舍，設施如下：
- 課室24間
- 有蓋及露天操場
- 頌主堂（多用途教學室）
- 小聖堂
- 電腦室
- 視覺藝術室
- 視聽室
- 音樂室
- 圖書館
- 常識教學室
- 英語室
- 語言室
- 學生活動中心
- 瓜菜種植區
- 青苗舍
- 教員室
- 基本無障礙設施

## 著名/傑出校友
- 丘梓謙：香港無綫電視藝員、童星
- 張天賦：香港歌手

## 外部連結
- 聖公會奉基千禧小學網站 （页面存档备份，存于）